# Torymus auratus

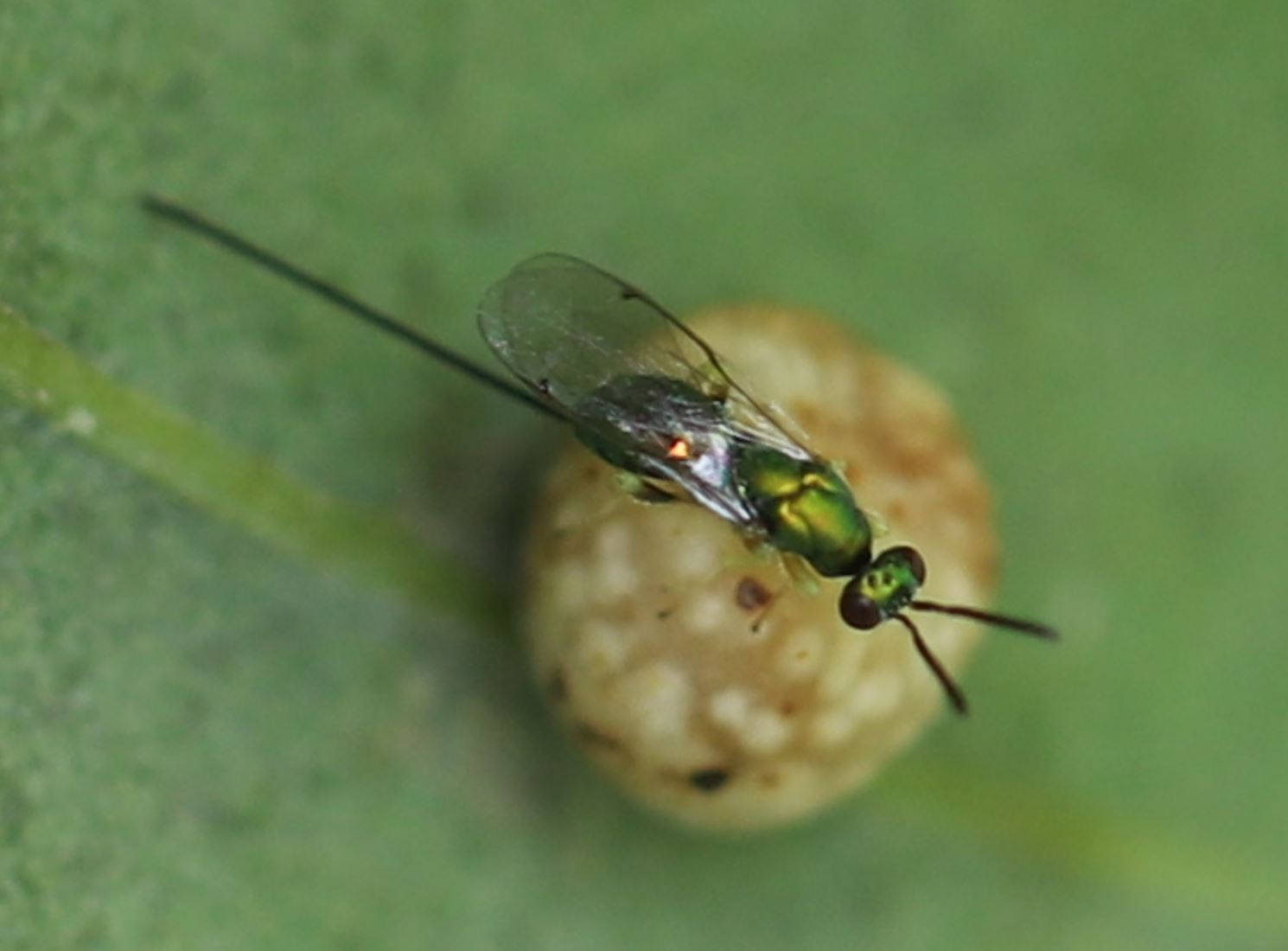
Dorsalansicht

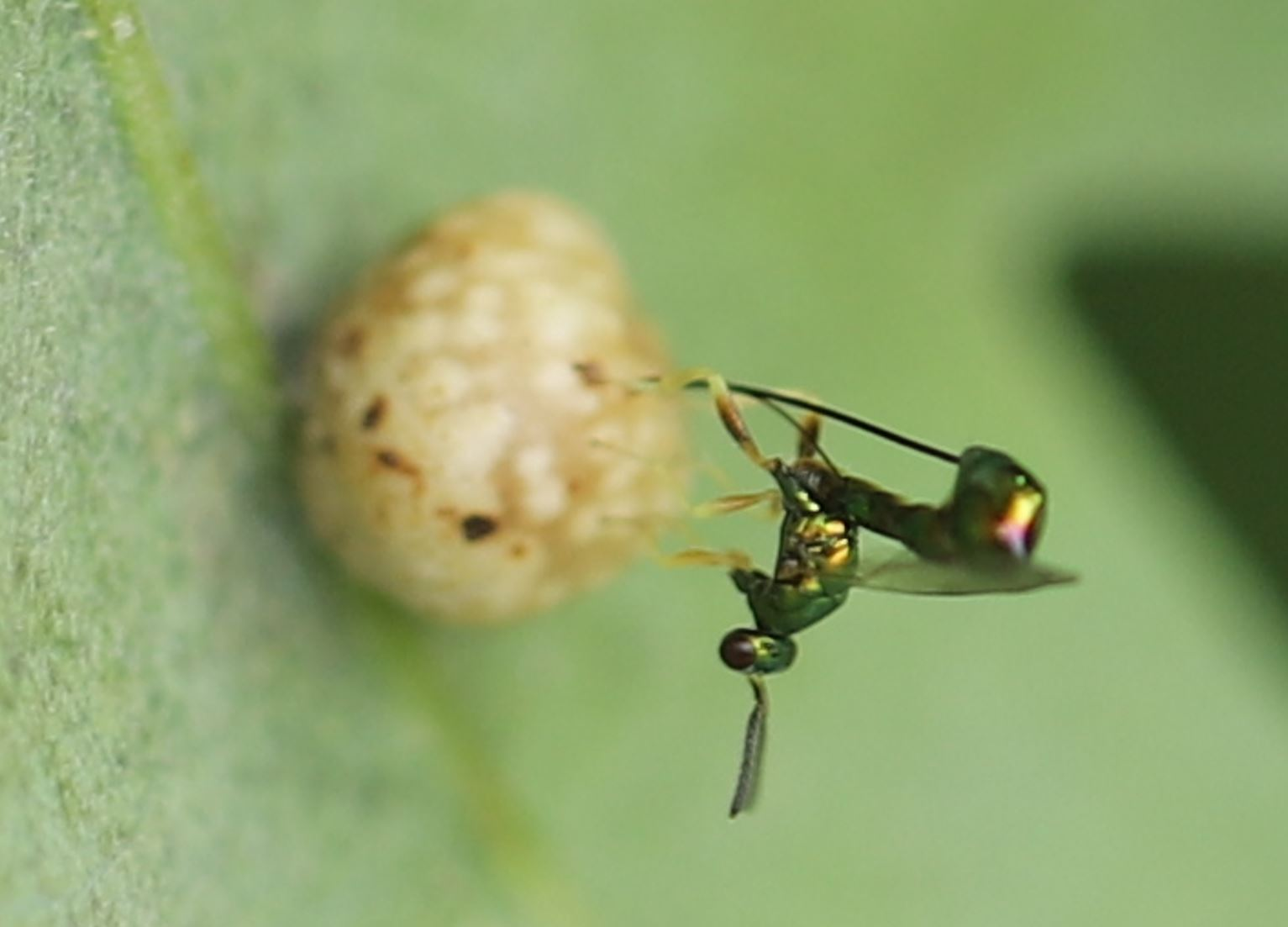
Beim Bohren eines Lochs in die Galle von Cynips longiventris

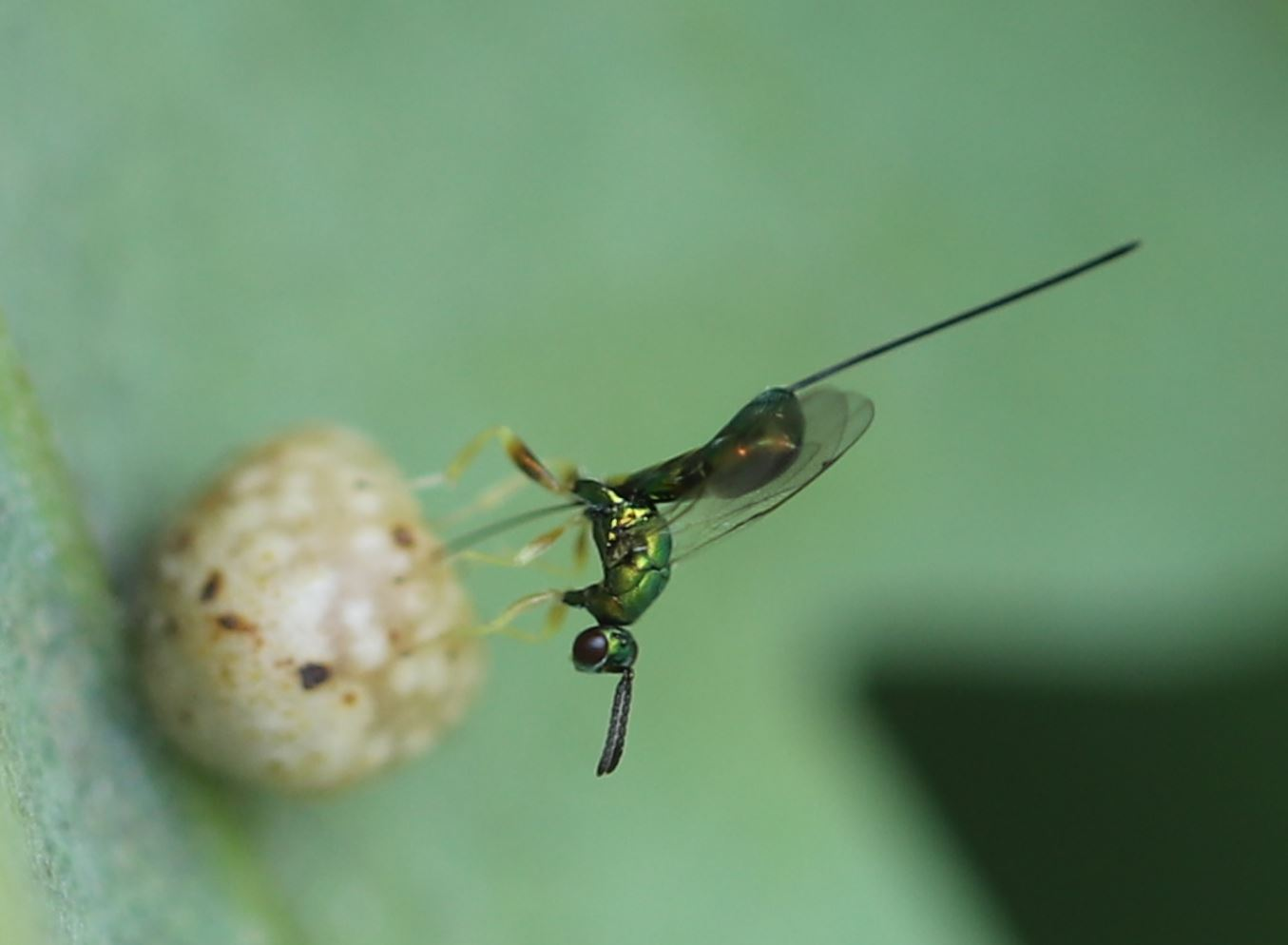
Bei der eigentlichen Eiablage in die Galle von Cynips longiventris

Torymus auratus ist eine Erzwespe aus der Familie der Torymidae. Die Art wurde von dem dänischen Zoologen Otto Friedrich Müller im Jahr 1764 als Cynips auratus erstbeschrieben. Das lateinische Art-Epitheton auratus bedeutet „vergoldet“.

## Merkmale
Die Weibchen erreichen eine Größe von 1,6–5,2 mm, die Männchen von 1,2–3,5 mm. Ihr Körper ist hellgrün-gelb schimmernd. Der Hinterleib ist zum Teil goldfarben bis rot-violett schimmernd. Die Facettenaugen sind rotbraun gefärbt. Die Fühler sind verdunkelt. Die basalen zwei Drittel der Femora sind überwiegend dunkelbraun, der restliche Teil blassgelb gefärbt. Die Tibien und Tarsen sind vollständig blassgelb gefärbt. Die Weibchen besitzen einen langen Ovipositor.

## Verbreitung
Die Erzwespe ist in Europa weit verbreitet. Das Vorkommen reicht im Norden bis nach Südschweden und die Britischen Inseln, im Süden bis in den Mittelmeerraum sowie im Osten bis in die Ukraine.

## Lebensweise
Die Erzwespenart ist ein Ektoparasitoid von Gallwespenlarven (Cynipidae). Die meisten Wirtsarten sind an Eichen (Quercus) gebunden. Zu den Wirtsarten von Torymus auratus zählen Andricus aestivalis, Andricus conglomeratus, Andricus fecundatrix, Andricus hispanicus, Andricus kollari, Andricus  lignicolus, Andricus mayri, Andricus quercusalicis, Andricus quercustozae, Aphelonyx cerricola, Biorhiza pallida, Chilaspis nitida, Cynips divisa, Cynips longiventris, Cynips quercus, Cynips quercusfolii, Diastrophus rubi, Diplolepis fructuum, Diplolepis quercusfolii, Diplolepis kuriphilus, Neuroterus quercusbaccarum und Synergus gallaepomifornis. Dabei konkurriert die Art mit Schlupfwespen und anderen Erzwespen, deren Wirtsspektren sich überschneiden. Die Weibchen suchen im Sommer geeignete Pflanzengallen. Anschließend bohren sie mit Hilfe ihres Ovipositors (Legestachel und Scheide) ein Loch durch die Gallenwand. Danach findet die eigentliche Eiablage statt, wobei die Scheide vom Körper weggestreckt wird. Die geschlüpfte Erzwespenlarve ernährt sich von der Gallwespenlarve. Die Erzwespe überwintert in der Pflanzengalle. Die adulten Erzwespen erscheinen im Frühjahr. Sie fressen dabei ein Loch aus der Pflanzengalle.

## Taxonomie
In der Literatur finden sich eine Reihe von Synonymen:
- Callimome nitens Walker, 1833
- Torymus amyrius (Walker, 1846)
- Torymus devoniensis (Parfitt, 1856)
- Torymus flavipes (Parfitt, 1856)
- Torymus incertus Förster, 1841
- Torymus inconstans (Walker, 1834)
- Torymus lateralis (Walker, 1834)
- Torymus longicaudis Ratzeburg, 1844
- Torymus nigricornutus Christ, 1791
- Torymus nitens (Walker, 1833)
- Torymus regius Nees, 1834
- Torymus rubicornutus Christ, 1791

Ferner gibt es Torymus auratus (Geoffroy, 1785), ein Synonym der verwandten Art Torymus flavipes (Walker, 1833).